# 膜 (解剖学)
膜，指下腹部区域内过量的皮下脂肪组成的一层致密的脂肪组织，通常出现于快速减肥后，此时腹部脂肪减少，但多余皮肤仍松弛地挂在该处。膜可能是肥胖症的结果，也可能被误认为是肿瘤或疝气，也可能是妊娠后组织疏松或体重大幅下降的结果。